# شان کلسون
شان کلسون (انگلیسی: Sean Colson؛ زادهٔ ۱ ژوئیهٔ ۱۹۷۵) بازیکن بسکتبال اهل ایالات متحده آمریکا است. از باشگاه‌هایی که در آن بازی کرده‌است می‌توان به آتلانتا هاوکس و هیوستون راکتس اشاره کرد.